# McNabs Bay
McNabs Bay (do 24 marca 1976 The Basin) – zatoka (bay) zatoki Tatamagouche Bay w kanadyjskiej prowincji Nowa Szkocja, w hrabstwach Colchester i Cumberland; nazwa The Basin urzędowo zatwierdzona 6 maja 1947.